# Aesopus geraldsmithi
Aesopus geraldsmithi is een slakkensoort uit de familie van de Columbellidae. De wetenschappelijke naam van de soort is voor het eerst geldig gepubliceerd in 2001 door Lussi.